# Наставни процес
Наставни процес је дидактички организован и институционално реализован васпитно-образовни рад ученика и наставника усмерен на свестрани и складан развој личности ученика која ће бити способна да схвати и прихвати вредности живота и рада и да се активно укључи у друштвени живот.

## Институционализација васпитања и образовања
Образовање и васпитање су вечне друштвене категорије. Институционализација васпитања и образовања је процес који је дуго трајао. Издвајање васпитања и образовања из оквира свакодневног живота и рада људи говори управо о њиховој постепеној и све већој свесности потребе и значаја васпитања и образовања за даљи и све сложенији процес мењања околине, других људи али и самих себе. И пре појаве школе као институције у којој ће се на најорганизованији начин одвијати васпитање и образовање нових нараштаја, појавили су се код примитивних народа одређени видови организованог васпитања и образовања кроз које се „учило“ обичајима, веровању, церемонијама и ритуалима. Обредно и ритуално васпитање и образовање требало је да уведе младе у свет одраслих, да их припреми за прихватање правила заједнице и омогући им да своје понашање прилагоде заједници. Усвајање традиције свог рода обезбеђивало је преношење свих тековина са претходних на нове генерације, чиме су се стварали услови да свака наредна генерација крене са једног вишег нивоа и не почиње испочетка. Мада су сазнања на том ниском ступњу развоја друштва (родовско друштво) била доста оскудна и сиромашна све организованијим облицима васпитања и припремања за живот, почела је на неки начин да се најављује институционализација васпитања и образовања.

### Прве школе и фазе развоја школе
Прве школе су се појавиле у богатим друштвима чије се богатство заснивало на природним богатствима и повољном географском положају. Такве су биле школе у Египту, Месопотамији, античкој Грчкој и слично. 
Висок ниво развијености културе у старом Египту, али и развијена трговина, грађевинарство (храмови, дворови, пирамиде) и слично, створили су потребу да се све то запише, објасни, сачува и даље развија због чега се на дворовима фараона стварају установе за образовање писара – скрибуса. Тако настају писарске школе у којима припремање траје дуго због сложености и компликованости хијероглавског писма и мукотрпног дуготрајног учења урезивања и утискивања тих слова на камене, глинене плоче или папирус. Да би овладао писменошћу ученик у Старом Египту је требало да познаје 700 хијероглифа. Школе скриба су се појавиле у склопу развоја „писмословне културе“ и касније су уграђиване у почетне ступњеве елементарних школа. Старост ових школа је различита и зависила је од појављивања појединих писама и цивилизације у којима су настајале.

### Школе у новом веку
Развој науке, технике и технологије, као и нова велика открића у бројним областима утицали су на отварање великог броја школа и универзитета. Даља диференцијација у свету рада и све већи пораст интелектуалних активности, у 15. веку довела је до одвајања производње од трговине, што је утицало на отварање нових школа посебно на другом ступњу. Тиме се увео дуализам у школски систем. 
На развој школства поред ренесансе утицала је и реформација у 16. веку. Протестантизам ће у области развоја школства учинити значајне позитивне кораке, како у позиву на учење писмености, тако и у реформисању латинских школа. У Стразбуру је 1538. године основана позната Штурмова латинска школа – гимназија Архивирано на веб-сајту  (20. фебруар 2017), у којој се поред учења латинског и грчког језика уводе историја и географија.

## Јан Амос Коменски
Јан Амос Коменски је један од најпознатијих и најутицајнијих педагошких класика, реформатор школства у више земаља, рођен је 1592. године у Нивницама, у Чешкој. Умро је у Наардену 1670. године.
Коменски је завршио основну, затим латинску школу и гимназију. Теолошко образовање стекао је на универзитету у Хајделбергу. Припадао је протестантској верској секти „Чешка браћа“, насталој из левог, сељачко плебејског крила хуситског покрета. Био је учитељ и управитељ школа у оквиру секте којој је припадао. Постао је свештеник и старешина те секте. Као Чех и протестант, поготово као вођа једне верске секте, после пораза Чеха на Белој гори 1620. године, морао је често да се сели и да бежи пред католичким немачким прогонитељима. Дуго је боравио, у више наврата, у Пољској, затим у Пруској, у Шлезији и Холандији. Његове педагошке, дидактичке, методичке, а посебно његове пансофијске идеје биле су познате и прихваћене у Европи већ за његова живота. Сама чињеница да је он као хуманиста, а уз то и најпознатији и најпризнатији педагошки стручњак 17. века, био позван у више земаља (Енглеска, Шведска, Пољска, Француска, Мађарска) да у њима „уреди школе“, односно, да их реформише и организује у складу са својим педагошким замислима, говори о утицају и значају тих његових педагошких идеја. Педагошко дело Коменског представља стваралачку синтезу најзначајнијих тековина хуманизма (протестантске религије, филозофије, природних наука, хуманистичке културе, утопијског социјализма), посебно оних који се односе на васпитање. Тиме је оно постало незаобилазна основа за изграђивање сваке педагошке концепције све до најновијег времена. Коменски је написао око 250 радова. Почео је да пише на чешком - матерњем језику. Да би своје идеје учинио доступним другима, морао је своје радове да пише на латинском језику. Већ за живота Коменског његови радови превођени су са латинског на друге језике, а неки су штампани истовремено на више језика.

### Велика дидактика
Велика дидактика је најпознатије и највише превођено и издавано дело Јана Амоса Коменског. У овом делу Коменски излаже целовит систем школства. Посебно се говори о материнској школи, школи матерњег језика, латинској школи и академији. Посебно се говори о садржају образовања у свакој од поменутих школа. У том склопу говори се о „учитељу“ у тим школама, његовим обавезама, о дисциплини, реду и раду у школи. На доста места у Дидактици има веома правилних запажања о деци и процесу учења (улога интересовања, мотивације, задовољства и слично). Посебно место у Дидактици заузимају питања наставе; најпре општа питања наставе, а затим методичка питања наставе неких предмета (метод вештина, појединих наука, учења језика).
Велика дидактика представља целовито педагошко дело у коме није изостављено ниједно значајније питање везано за човека и његово васпитање. Велика дидактика писана веома прегледно и систематично, лаким и јасним стилом и језиком, разумљиво и интересантно. На многим местима у овом делу Коменски формулише могуће приговоре на дате предлоге и решења и настоји да те приговоре побије јасно и аргументовано. Врше се и многа упоређивања са „природом“ (са животињама, биљкама, водом, сунцем, производима људи и слично). Иако у том упоређивању има доста вештачког и натегнутог, то ипак чини ово дело и данас интересантним за читање. Цело дело, иначе израз је ауторове учености и обавештености о свему значајнијем до чега се дошло у развоју људског сазнања пре и после Коменског. У овом делу Коменског, иако је он неке ставове у каснијим радовима даље развио и обогатио, има много тога што може послужити и савременом читаоцу као подстрек да трага за решењима бројних педагошких питања одговарајућих овом и будућем тренутку друштвеног развоја. У томе и јесте стална актуелност овог класичног педагошког дела. 

## Предметно-разредно-часовни систем
Организација наставног рада у школи није се суштински мењала откако је Јан Амос Коменски у 17. веку (1663. године) увео предметно-разредно-часовни систем наставе. То је епохални догађај, револуционарна, научно утемељена организациона промена којом је омогућена, не само рационалнија организација васпитно-образовног процеса у школи, већ и демократизација образовања, стварање услова за масовније образовање. Увођењем предметно-разредно-часовног система су превазиђена ограничења претходног недиференцираног индивидуалног концепта наставе у средњовековним школама. Концепт индивидуалне наставе није уважавао узрасне разлике нити различити образовни ниво ученика. Није било поделе по разредима, ни распореда часова. У разредно-часовном систему садржаји су подељени по предметима(предметни систем), ученици приближно истог узраста и степена образовања су груписани по разредима (разредни), а настава се одвија по часовима (часовни систем) који по правилу траје 45 минута. Поделу садржаја по предметима сусрећемо далеко раније, у старој Грчкој (граматика, реторика, геометрија и слично), али то није био целовито осмишљен систем. 
Организација овог рада, изложена у Великој дидактици, одликује се следећим карактеристикама: истовремени почетак рада у години и у сваком наставном дану; одређена дужина рада, организовање наставе путем часова; одмори између часова; подела на разреде према узрасту и броју деце; подела наставних предмета по годинама и одређивање програма у свакој години.

## Наставни час
Наставни час је интерактивни однос између наставника, ученика, наставних садржаја и дидактичко-технолошких окружења који се, по правилу, остварује у временском трајању од 45 минута.

### Етапе наставног часа
Најчешће етапе у настави су: увод (припрема ученика) за рад, обрада нове грађе, вежбање, понављање, проверавање. Koje ће етапе бити заступљене на неком часу зависи од циља који наставник поставља. Ретко су једним наставним часом обухваћени сви ови елементи, a исто тако ретко ће бити заступљен само један, рецимо само излагање нових садржаја. Компонента која је изостала на једном часу може бити обухваћена на следећем. Постоји логика у редоследу структурних елемената наставног часа. Увод мора бити пре излагања новог градива, излагање пре понављања, али вежбање и понављање могу заменити места. 

### Типологија наставних часова
Критеријуми за класификовање наставних часова по типовима су различити: према циљу часа, наставној грађи, наставним методама, наставним задацима и тако даље. Најчешћа подела је према битним етапама наставног процеса у којој постоје следећи типови часова: уводни наставни час, час обраде новог градива, час усвајања појмова правила и закона, час проверавања и увежбавања, час понављања и уопштавања, час контроле, комбиновани тип часа.

## Артикулација наставног часа
Артикулација је јасно раздвајање елемената и њихово повезивање у целину. Артикулисати наставни час - значи сагледати његове основне елементе и од њих обликовати целину.

### Наставне методе
Наставна метода је научно верификован начин на који ученици, под руководством наставника, у наставном процесу, стичу знања, вештине и навике, примењују их у пракси, развијају своје психофизичке способности и интересовања.

#### Класификација наставних метода
Наставне методе су прилагођене наставним ситуацијама и педагошко-психолошким одликама ученика; користе се за остваривање образовних и васпитних задатака у настави. У развоју дидактичке теорије и праксе постоји доста класификација наставних метода. Најчешћа класификација наставних метода која се сусреће у дидактичкој литератури је следећа:
- метода усменог излагања;
- метода разговора;
- метода илустративних радова;
- метода демонстрације;
- метода практичних и лабораторијских радова;
- метода писаних радова;
- метода читања и рада на тексту.

### Облици наставног рада
Облик наставног рада је начин активности наставника и ученика који карактерише одговарајућа врста социолошке организованости.

#### Класификација облика наставног рада
Савремена дидактика је прихватила класификацију облика наставног рада, према социолошком критеријуму, на:
- фронтални облик наставног рада;
- групни облик наставног рада;
- рад у паровима;
- индивидуални облик рада.

##### Фронтални наставни облик рада
Фронтални наставни рад је такав организациони облик у коме наставник истовремено ради са целим одељењем. Често се може срести дефиниција, нарочито у старијим радовима, у којој се фронталним обликом назива рад наставника са целим разредом. Међутим, и овде се под разредом подразумева одељење, јер један разред, нарочито у развијеним школама, може имати више одељења.

##### Групни облик наставног рада
Групни облик наставног рада је такав облик рада у коме се одељење дели на групе које, свака за себе, остварују постављене наставне задатке и о резултату свога рада обавештавају одељенски колектив. Наставник је активан у првој фази часа када се расподељују задаци и дају упутства, а затим дискретно усмерава рад и помаже групама ако је потребно. Кад групе извештавају о резултату, кад се сумира рад, наставник, по потреби, исправља и допуњава ако то не могу ученици.

##### Рад у паровима
Рад у паровима омогућује члановима да потпуно дођу до изражаја што је у фронталном раду немогуће. Пошто пар сачињавају само два члана, односи су једноставнији, задатке је лакше поделити. 

##### Индивидуални облик наставног рада
Индивидуални облик наставног рада је такав облик у коме сваки ученик у одељењу самостално ради свој задатак. При томе, задаци могу бити исти за све ученике, а могу бити и различити.

## Извори знања у настави
Материјално-техничка основа наставе односи на употребу материјала конкретног и духовног на којем се оснива процес образовања. Процес образовања мора од почетка до краја имати своју материјалну опрему. Материјал на којем ученици темеље своје образовање можемо сврстати у неколико скупина: изворна стварност, наставна средства, наставна помагала, технички уређаји и образовна технологија.

## Час у комбинованом одељењу
Организација часа у комбинованом одељењу представља најсложенији проблем у дидактици и методици. Сама организација часа је врло сложен задатак за сваког учитеља и сложеност тог задатка је сразмерна броју разреда у комбинованом одељењу. Посебни дидактички захтеви, односно, основни принципи којих се треба придржавати приликом организације наставног часа у комбинованом одељењу су: 
- један час-једна нова наставна јединица;
- функционална повезаност директне и индиректне наставе;
- „тихи рад“ треба обавезно проверити;
- дужи директни рад са млађим ученицима и са разредом у ком се обрађује ново градиво;
- што су ученици млађи, то етапе њиховог самосталног рада треба да трају краће и чешће се смењују директан и индиректан рад.